# دي مور
دي مور (بالإنجليزية: Dee Moore)‏ هو لاعب كرة قاعدة أمريكي، ولد في 6 أبريل 1914 في هيدلي في الولايات المتحدة، وتوفي في 2 يوليو 1997 في ويليستون في الولايات المتحدة.

## وصلات خارجية
- دي مور على موقع دوري كرة القاعدة الرئيسي (الإنجليزية)
- دي مور على موقعبيزبول رفرنس.كوم (الدوري الرئيسي) (الإنجليزية)
- دي مور على موقعبيزبول رفرنس.كوم (الدوري الثانوي) (الإنجليزية)